# Михайлов, Владимир Михайлович (актёр)
Владимир Михайлович Михайлов (наст. фамилия Лопатин, род. 10 (22) декабря 1861 года; Москва, Российская империя — 31 марта 1935; Москва, РСФСР, СССР) — советский актёр театра и кино, юрист, судебный деятель, действительный статский советник. Заслуженный артист РСФСР (1933).
Род Лопатиных — старинный дворянский род, известный с начала XVI века, корни которого прослеживаются в Елецком уезде Орловской губернии (ныне Елецкий район Липецкой области).

## Биография
Родился 10 декабря 1861 года в Москве в дворянской многодетной семье.
Окончил частную московскую гимназию Л. И. Поливанова. По образованию являлся юристом, в 1885 году окончил юрфак МГУ, после чего служил мировым судьёй Дмитровского округа, товарищем прокурора Тульского окружного суда, членом Московского окружного суда. С 1901 года был принят на службу товарищем председателя Елецкого окружного суда. С юношества хотелось стать артистом. Принимал в качестве гимназиста участие в спектаклях Московского шекспировского кружка. Обучался юноша в драматическом классе у Г. Н. Федотовой при Московском государственном театральном училище. Неоднократно участвовал в спектаклях Общества искусства и литературы.
Вместе со своей семьёй покинул Москву и обосновался в Ельце. Спустя время после своей отставки из суда и смерти жены, вернулся в Москву примерно около 1911 года. Поступил в Московский Художественный театр, его лично приняли К. С. Станиславский и В. И. Немирович-Данченко. В итоге Лопатин сыграл в театре свыше 150 ролей.
Ушёл из жизни 31 марта 1935 года на родине в Москве.

### Личная жизнь[1]
- гражданская жена — Надежда Александровна Горбунова (в девичестве — Эртель). Воспитывал её детей от первого брака. Ими были Александр, Вера и Павел.

### Семья[1]
- Отец — Михаил Николаевич Лопатин (1823—1900) — судебный деятель, публицист, тайный советник, председатель департамента Московской судебной палаты.
- Мать — Екатерина Львовна Лопатина (1827—1910), урождённая как Чебышёва — родная сестра П. Л. Чебушёва.
- В семье по мимо Владимира было ещё четверо детей. Три сына: Николай (1854—1897), Лев (1855—1920), Александр (1859—1934) и дочь Екатерина (1865—1935).

## Фильмография
- 1918 — Девьи горы — пономарь
- 1919 — Пунин и Бабурин — слуга
- 1920 — Две души — старый рабочий
- 1920 — Дети учат стариков — отец Петра
- 1926 — Процесс о трёх миллионах — монах
- 1927 — Девушка с коробкой — дедушка Коростелёв
- 1927 — Дон Диего и Пелагея — старик; муж Пелагеи Дёминой
- 1927 — Кто ты такой? — рабочий
- 1927 — Победа женщины — человек Байдурова
- 1928 — Седьмой спутник — Адамов (главная роль)
- 1930 — Земля — священник
- 1930 — Праздник святого Йоргена — монах
- 1932 — Мёртвый дом — член суда
- 1933 — Рваные башмаки — прохожий

## Награды и звания
- Орден Святой Анны 2-й степени (1905)[4].
- Заслуженный артист РСФСР (1933).

### Собственные произведения
- Лопатин В. М. Воспоминания. Из прошлого моей жизни // Записки краеведческого общества. Вып. 7. / предисл. В. В. Лопатин, Н. В. Лопатин. — Липецк, 2009. — С. 7(8)-179. Вторая часть мемуаров, в которой описан период жизни в Ельце и Елецком уезде (1900—1911).
- Лопатин В. М. [Из мемуаров «Из прошлого моей жизни». Воспоминания о матери — Е. Л. Лопатиной (Чебышёвой)] // История рода Чебышёвых / Н. В. Лопатин, В. А. Бессонов, С. Я. Заурдина. — Калуга, 2004. — С. 172—176.
- Лопатин В. М. Из театральных воспоминаний : [воспоминания написаны в с. Никольском Елецкого уезда] // О Толстом : междунар. толстовский альм. / сост. П. Сергеенко. — Москва : Книга, 1909. — С. 98-107.